# Estela Giménez

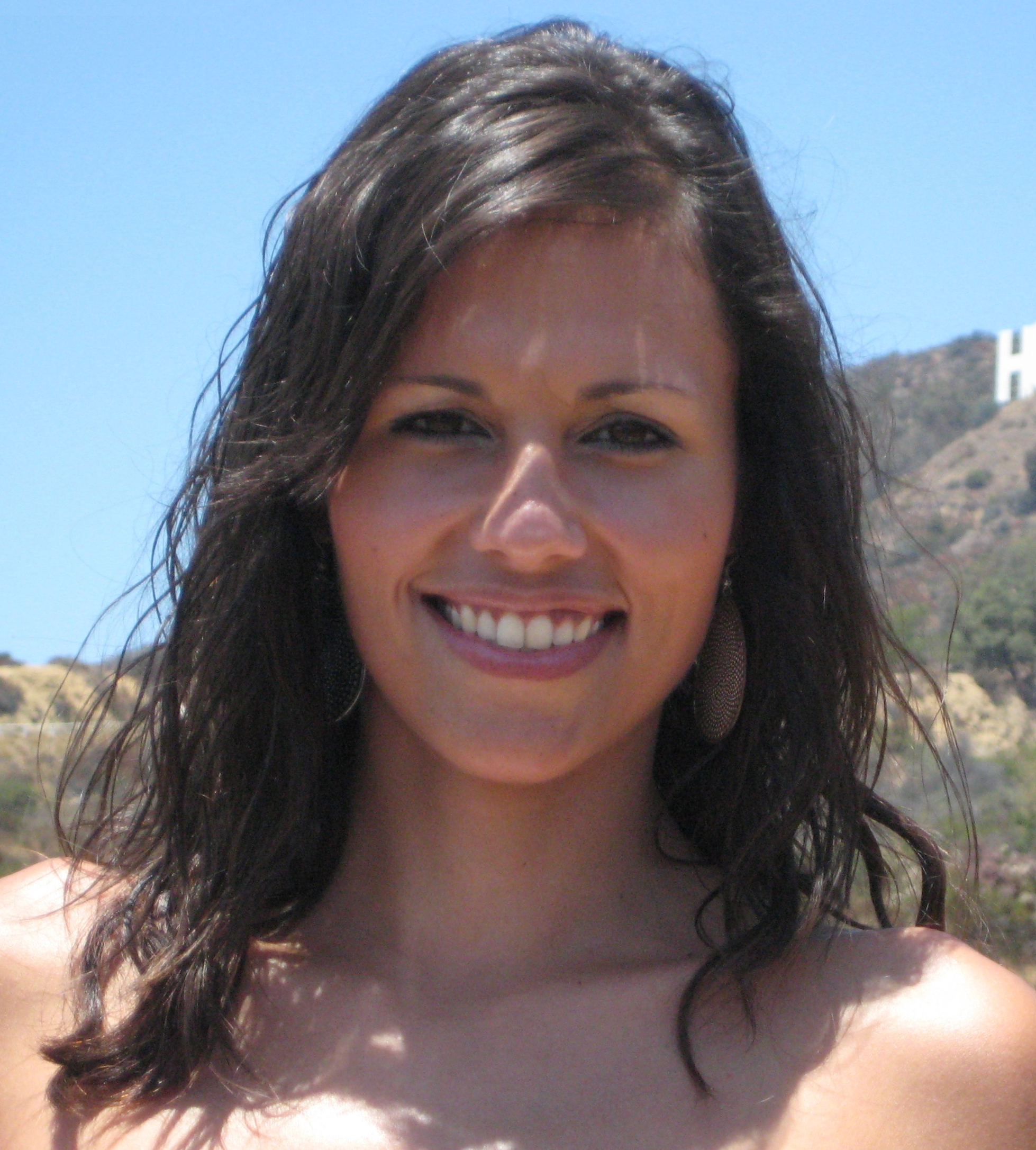
Estela Giménez

Estela Giménez Cid (* 29. März 1979 in Madrid) ist eine spanische rhythmische Sportgymnastin.

## Karriere
Bei den Weltmeisterschaften der Rhythmischen Sportgymnastik 1995 in Wien gewann sie mit der spanischen Mannschaft die Goldmedaille im Gruppenmehrkampf mit zwei Geräten. Bei der WM ein Jahr später gewann sie gemeinsam mit der spanischen Mannschaft die Goldmedaille beim Gruppenmehrkampf mit einem Gerät.
Estela Giménez wurde vom Comité Olímpico Español für die Olympischen Sommerspiele 1996 in Atlanta nominiert. Dort startete sie gemeinsam mit Marta Baldó, Nuria Cabanillas, Lorena Guréndez, Tania Lamarca und Estíbaliz Martínez im erstmals ausgetragenen Mannschaftswettbewerb. Die spanische Mannschaft gewann vor Bulgarien und Russland die Goldmedaille.